# شيخ عبد الهادي
شيخ عبد الهادي (24 مارس 1992 بسنغافورة - ) هو لاعب كرة قدم سنغافوري في مركز الدفاع. شارك مع منتخب سنغافورة تحت 23 سنة لكرة القدم. أما مع النوادي، فقد لعب مع باليستيير خالسا ويانج لايونز ونادي غومباك يونايتد.

## وصلات خارجية
- الشيخ عبد الهادي عسل على موقع قاعدة بيانات كرة القدم.إي يو (الإنجليزية)
- الشيخ عبد الهادي عسل على موقع Soccerway.com (الإنجليزية)